# Félicien Brut
Pour les articles homonymes, voir Brut.
Félicien Brut, né le 7 novembre 1986 à Clermont-Ferrand, est un accordéoniste français. Originaire du Massif du Sancy, il se passionnait pour l’accordéon dès le très jeune âge. Présent lors de la Cérémonie d’Ouverture des JO de Paris 2024, Felicien a rayonné devant près de 3 milliards de téléspectateurs sur le pont d’Austerlitz. En 2025, il a reçu le titre de Chevalier des Arts et des Lettres par Madame Rachida Dati, ministre de la Culture. 

## Biographie
Félicien Brut se passionne tout petit pour l’accordéon, instrument très présent en Auvergne, sa région natale. En 1997, il rencontre un pédagogue reconnu de son instrument : Jacques Mornet. Il intègre alors son école, le Centre national et international de musique et d'accordéon (CNIMA) à Saint-Sauves-d'Auvergne, au sein de laquelle il se formera de nombreuses années, jusqu’en 2009.
En 2007, il remporte successivement trois concours internationaux d’accordéon : le concours international de Klingenthal en Allemagne, le concours international de Castelfidardo en Italie et le trophée mondial d'accordéon à Samara en Russie,
De 2009 à 2011, il étudie au Pôle d'enseignement supérieur de musique et de danse (PESMD) de Bordeaux-Aquitaine où il obtient, en juin 2011, une licence en musicologie et un diplôme d’État. De 2009 à 2013, il enseigne l'accordéon au conservatoire municipal de Libourne, puis de 2013 à 2017 au conservatoire départemental de Châteauroux.
En 2016, il sort son premier album, Soledad Del Escualo, avec le Trio Astoria.
En 2017, il décide d’interrompre sa carrière d'enseignant pour se consacrer exclusivement à ses activités d'instrumentiste. Cette même année, il s'entoure du Quatuor Hermès et du contrebassiste Edouard Macarez afin de former, sur les conseils de son maître Richard Galliano, « Le Pari des Bretelles »,. Ce projet l'amène à se produire dans de nombreux festivals et salles de musique classique en France comme à l’étranger (La Folle Journée de Nantes et de Tokyo, la Seine Musicale, le Théâtre Marigny, les Flâneries musicales de Reims, etc.).
En 2018, il est invité comme soliste lors du festival Un violon sur le sable à Royan afin de créer Caprice d'accordéoniste, une fantaisie concertante pour accordéon et orchestre symphonique de Thibault Perrine. En avril 2019, il crée Souvenirs de bals, du même Thibault Perrine, avec l'Orchestre régional de Cannes-Provence-Alpes-Côte d'Azur au Théâtre Croisette. Il reçoit cette même année le prix Yvette-Horner des mains de Richard Galliano et le prix Gus-Viseur créé par Philippe Krümm pour saluer sa carrière. En janvier 2020, il crée un programme intitulé Neuf dédié à Beethoven et exclusivement composé de créations avec le Quatuor Hermès et Edouard Macarez.
Félicien Brut se produit sur scène dans diverses formations, avec des musiciens comme le guitariste Thibaut Garcia, les trompettistes Lucienne Renaudin Vary et Romain Leleu, le tubiste Thomas Leleu, le pianiste Yvan Cassar, le mandoliniste Julien Martineau, le contrebassiste Édouard Macarez, ou encore le clarinettiste Renaud Guy-Rousseau.
À partir de septembre 2021, il présente sur France Musique l'émission hebdomadaire Brut d'accordéon.

## Distinctions
- Chevalier de l'ordre des Arts et des Lettres (2025)